# 圣方济各堂 (贝洛奥里藏特)
圣方济各堂（葡萄牙語：Igreja de Sao Francisco de Assis）俗称潘普利亚教堂（葡萄牙語：Igreja da Pampulha）是一座小圣堂，位于巴西东南部米纳斯吉拉斯州贝洛奥里藏特的潘普利亚区（Pampulha）。它是由巴西建筑师奥斯卡·尼迈耶设计的现代主义建筑。内部有坎迪多·波尔蒂纳里的壁画，外部有罗伯托·伯尔·马克思设计的景观。该堂是贝洛奥里藏特最著名的明信片场景之一。

## 历史
该堂的建设从一开始就充满争议。教堂的曲线迷住了艺术家和建筑师，但却与这座城市的保守文化冲突不断。贝洛奥里藏特市长儒塞利諾·庫比契克是教堂的委托人。尼迈耶说，他的灵感来自法国诗人保罗·克洛岱尔的诗句：“教堂是上帝在地球上的机库”。但是《时代周刊》写道，贝洛奥里藏特总主教安东尼奥·多斯桑托斯·卡布拉尔（AntonioDosSantosCabral）反对它的非正统的建筑和艺术形式，尤其是坎迪多·波尔蒂纳里在圣方济各祭坛后面的壁画描绘的狗和狼，认为它是“魔鬼的防空洞”，宣称不适合宗教用途"。。该堂于1943年建成完工，虽然儒塞利諾·庫比契克呼吁将其祝圣，但是此后14年中，由安东尼奥·多斯桑托斯·卡布拉尔总主教领导的教会当局一直禁止该堂举行天主教仪式。后来的市长试图将其拆除，失败后，又增添各种风格的不适合该建筑的祭坛和雕塑。最终它被国家历史和艺术遗产研究所接管。待在尼迈耶翻新教堂后，辅理主教若昂·雷赞德·科斯塔（当时卡布拉尔总主教已经退休）终于同意，该堂具有“巨大的艺术意义和精神氛围”，1959年4月，他祝圣了教堂，说："现在我们可以感受到这里为向造物主致敬而创造的精彩艺术。。 
圣方济各堂已被以下机构认定为遗产地：米纳斯吉拉斯州历史与艺术遗产研究所（1984年）、国家历史和艺术遗产研究所（1997年）和米纳斯吉拉斯州市文化遗产委员会。2016年7月，该堂成为世界遗产潘普利亚现代建筑的一部分。

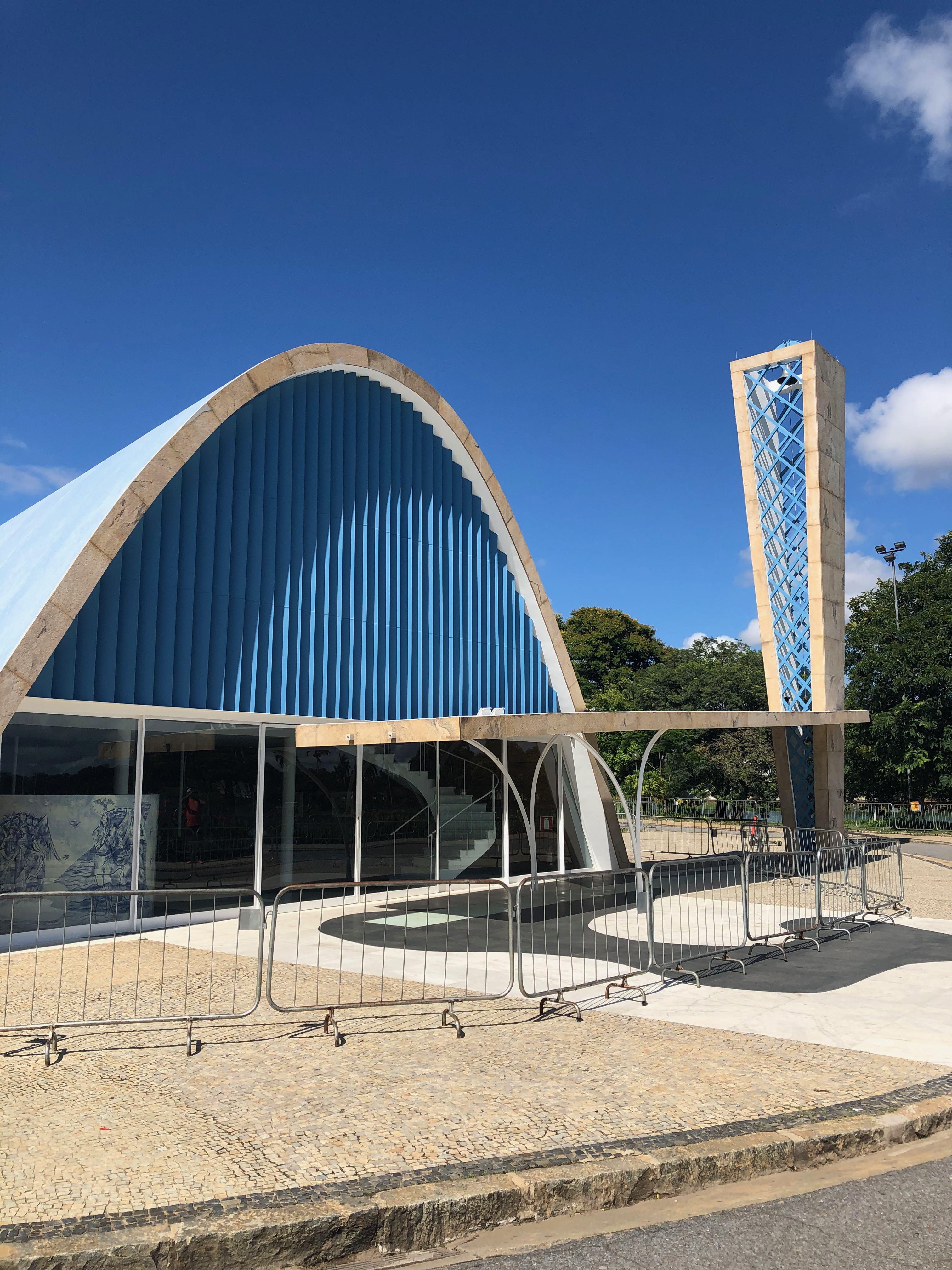
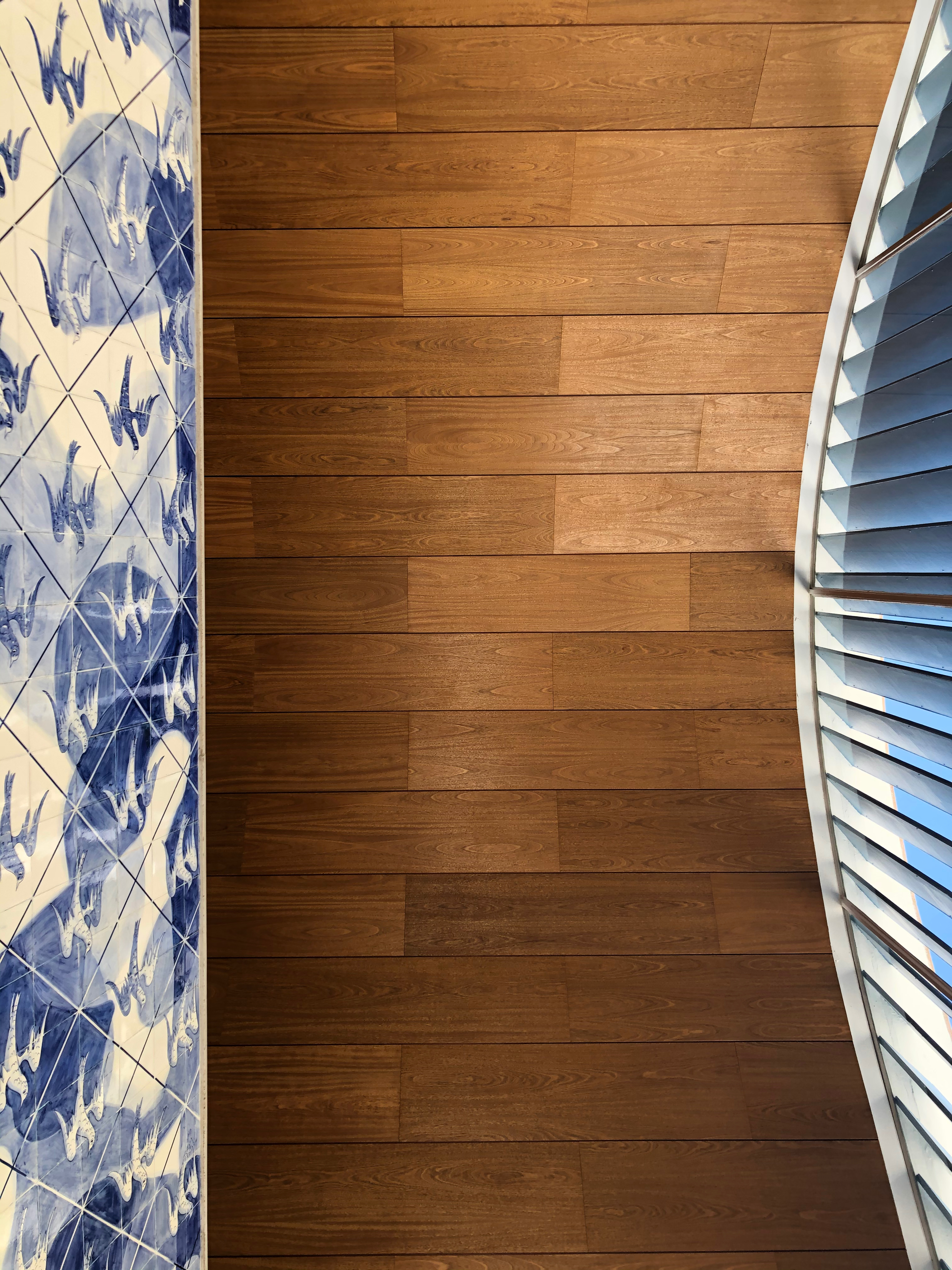
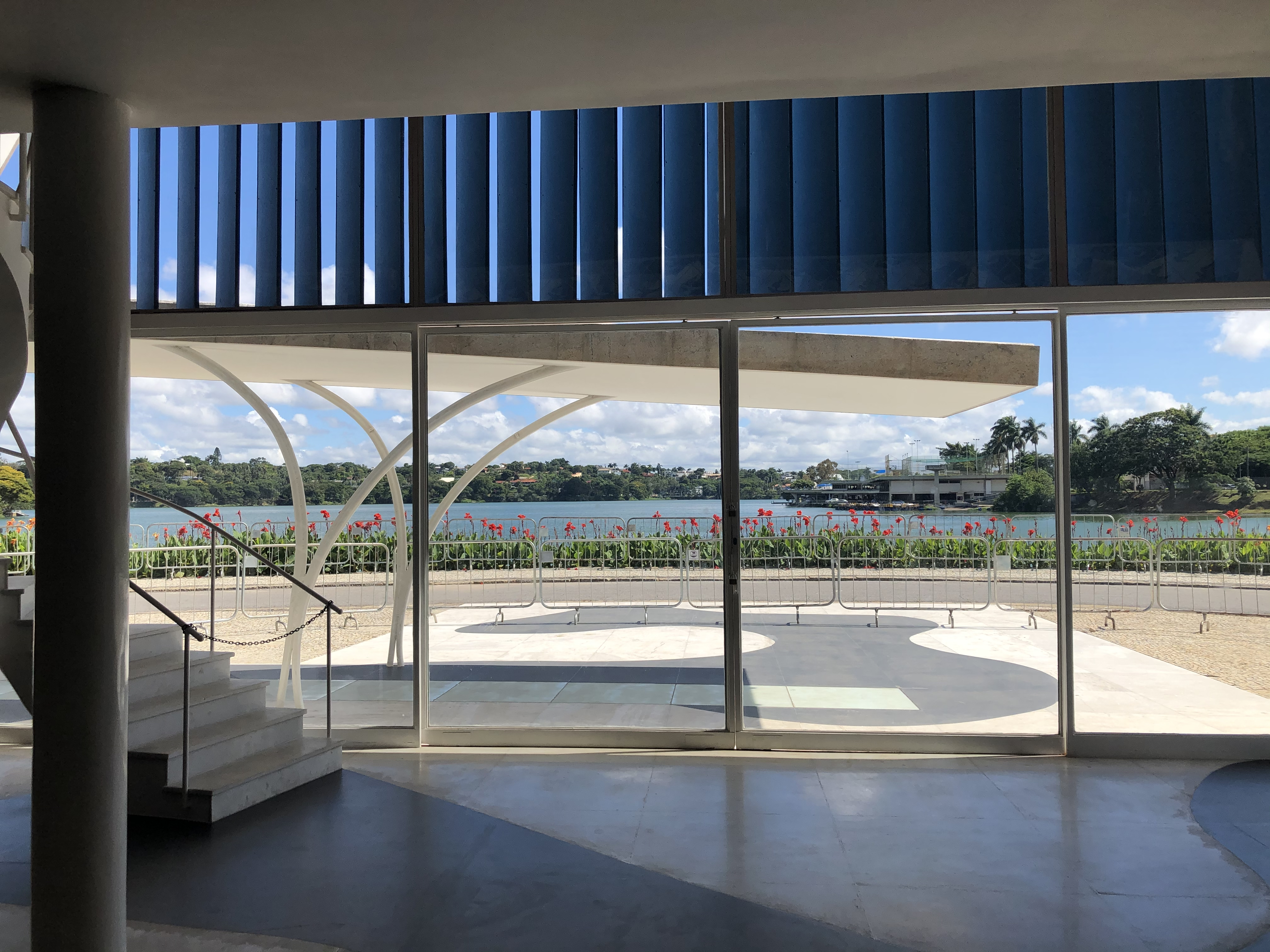
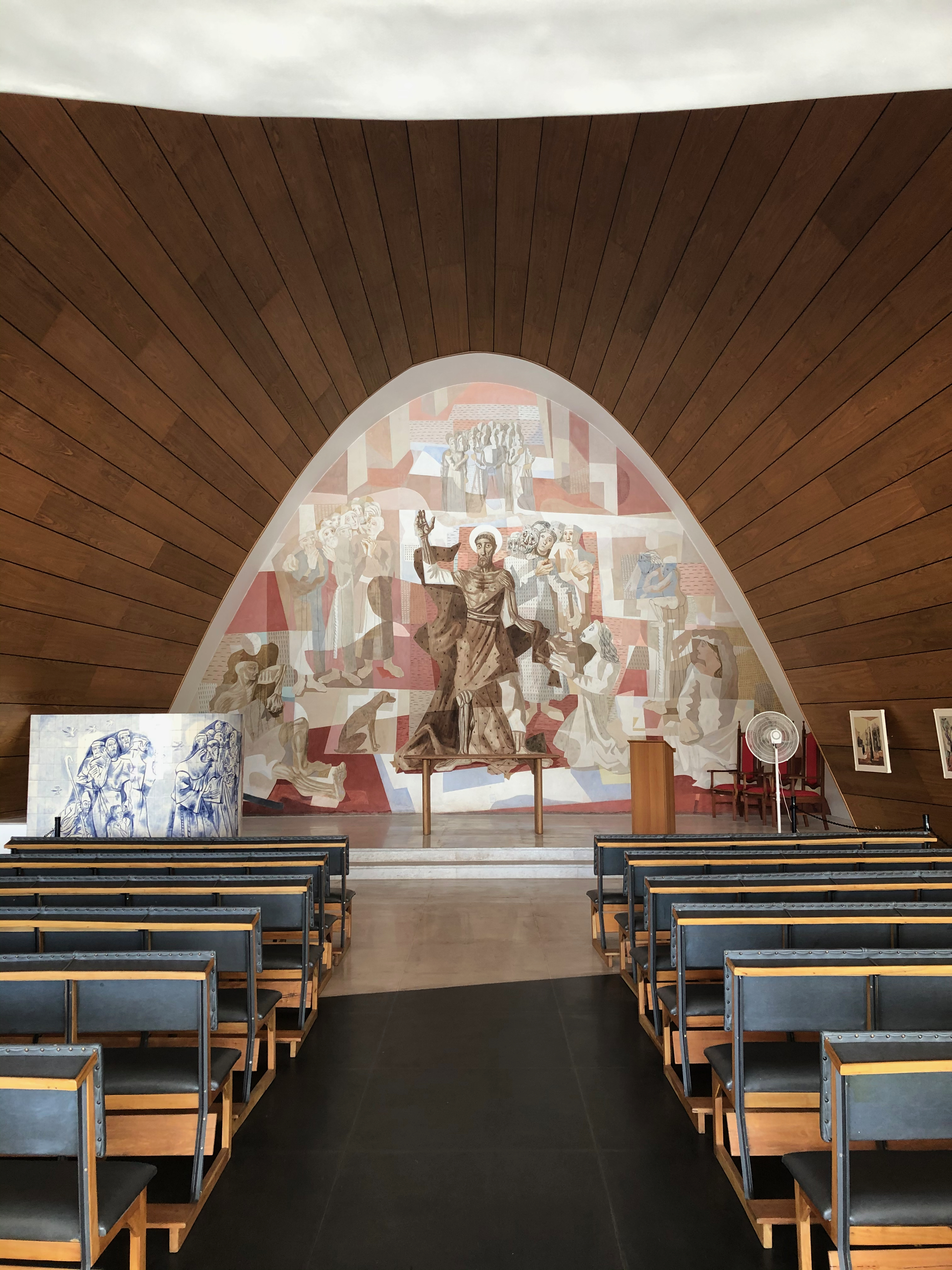
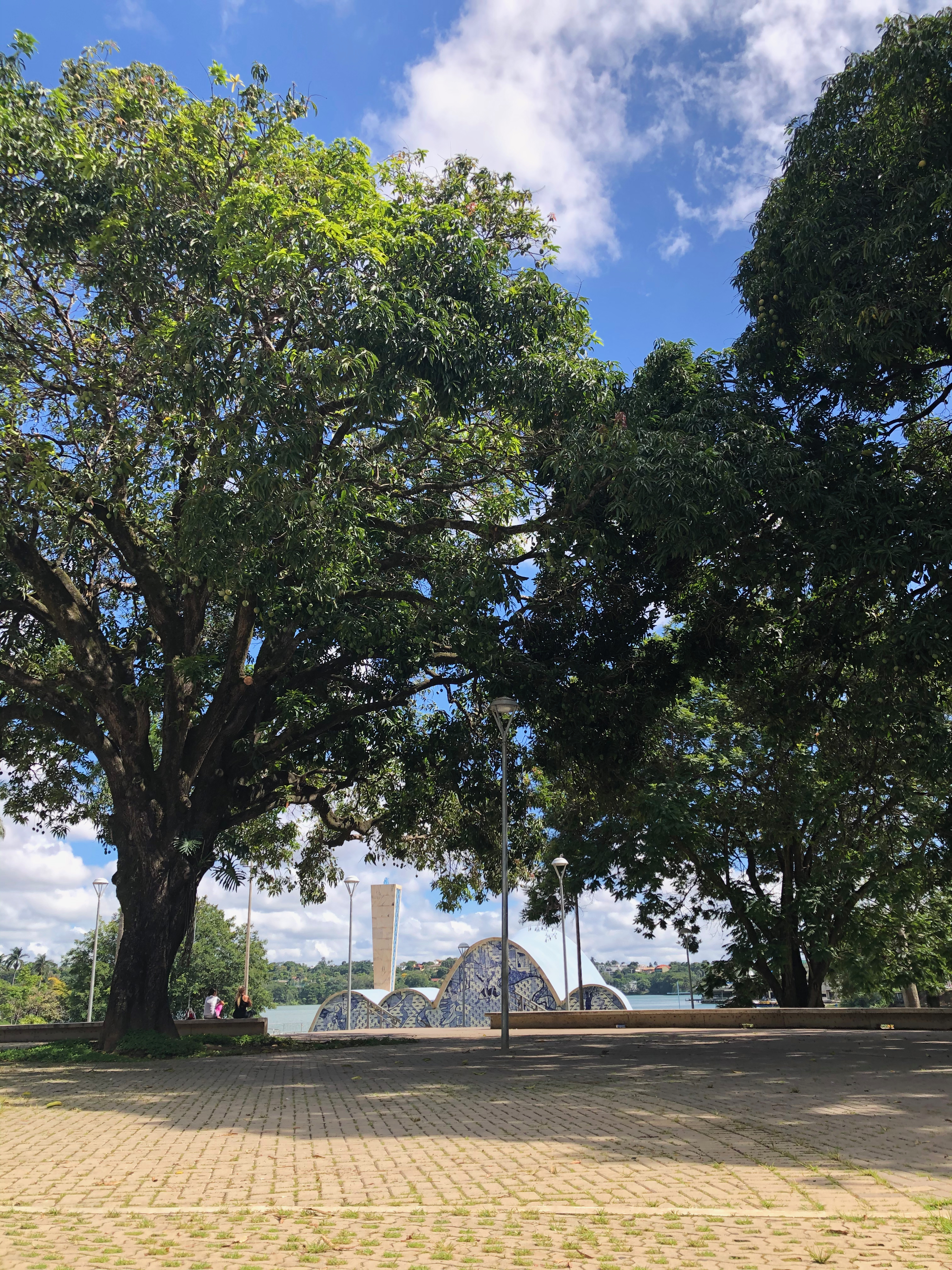
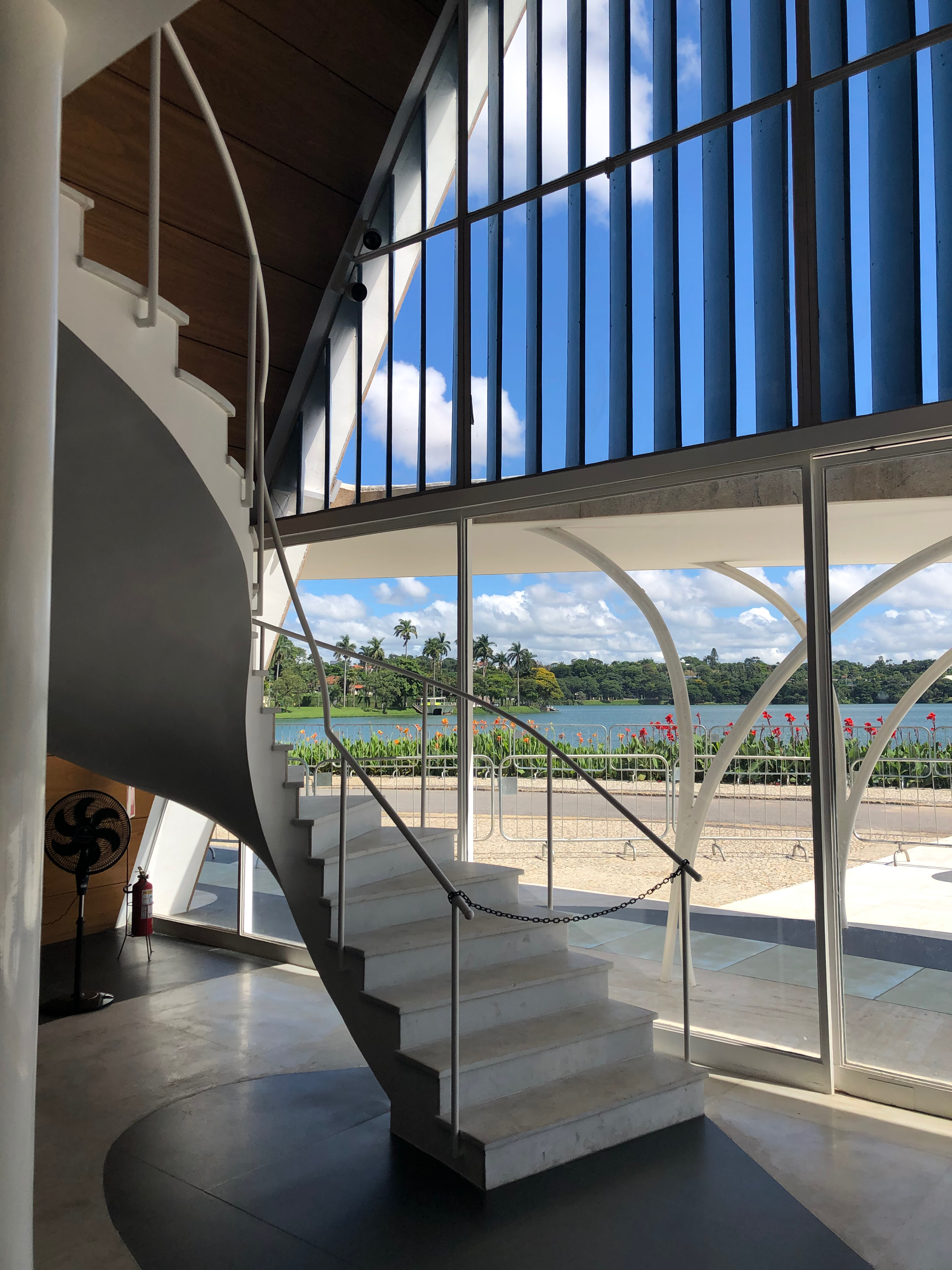
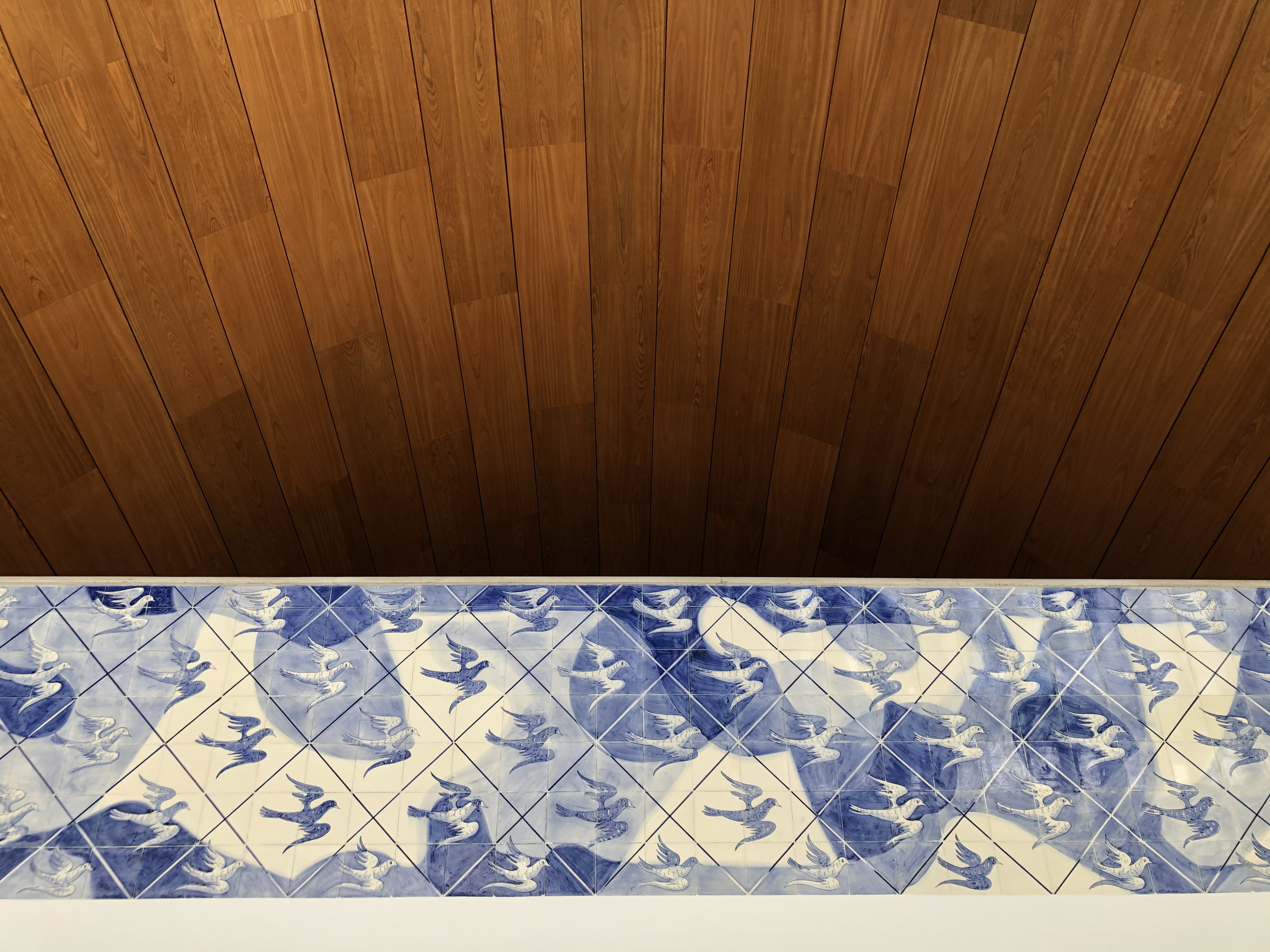
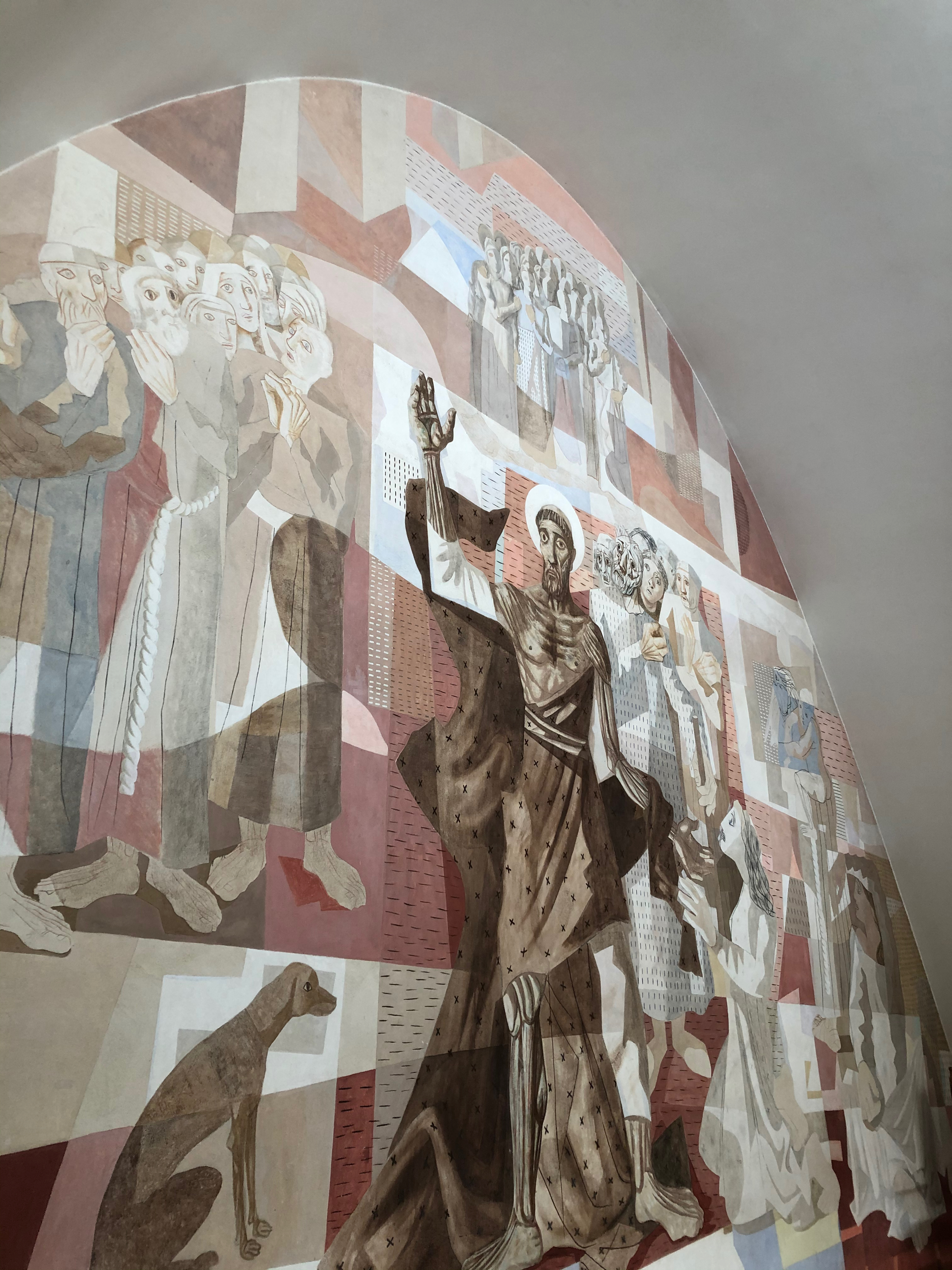
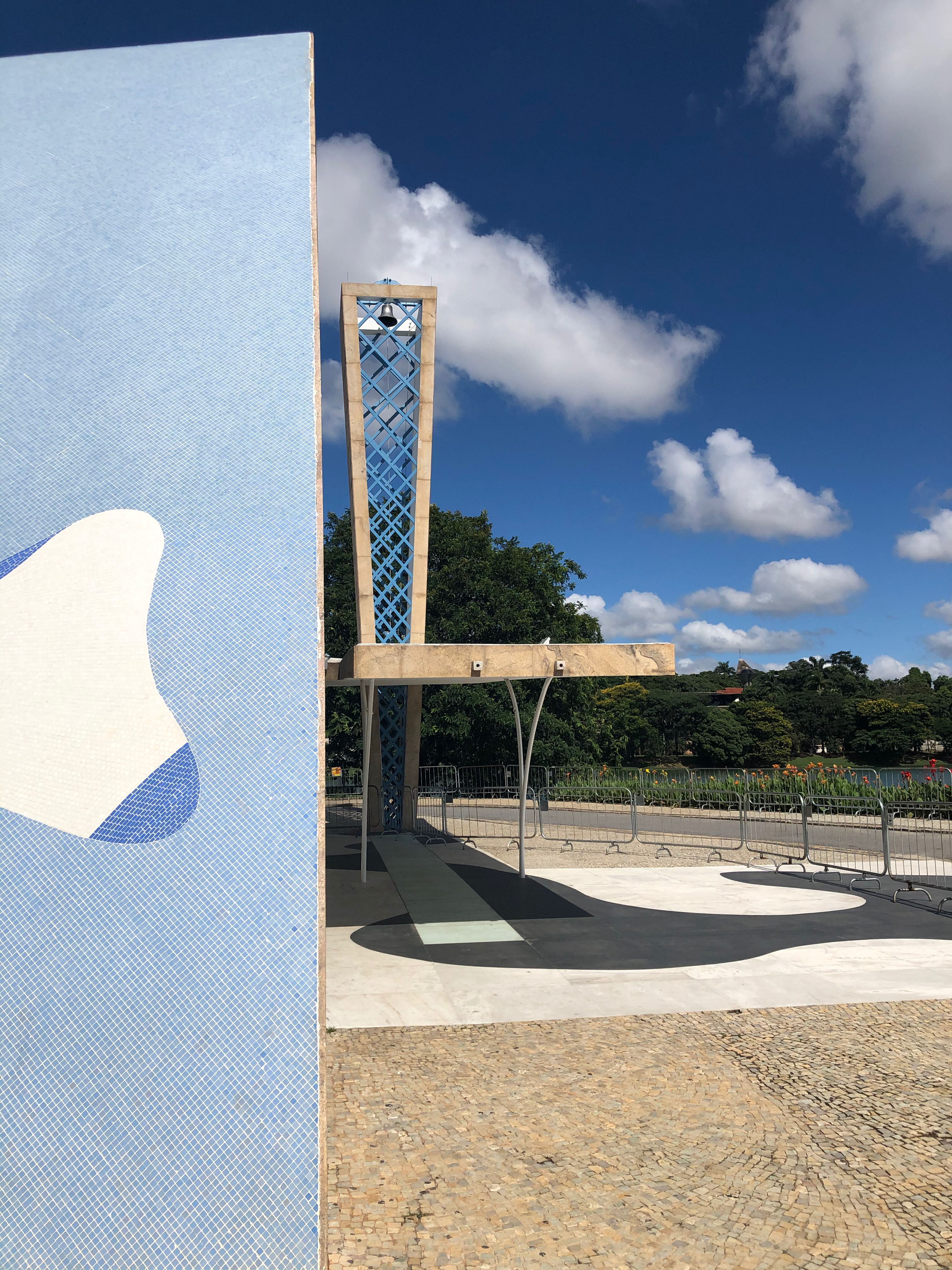